# Бендет, Стейси
Сте́йси Бенде́т-Э́йснер (англ. Stacey Bendet-Eisner), урождённая Ви́нер (англ. Wiener; 1978, Чаппаква, Нью-Йорк, США) — американский модельер. Основатель и модель бренда «Элис + Оливия», создающих одежду для детей, женщин.

## Биография
Отец Бендет управлял бизнесом по импорту текстиля, и был «вовлечён в одну из ведущих компаний страны по производству кружев». Сама Бендет с юных лет интересовалась модой и одеждой. Она окончила среднюю школу Horace Greeley High School в Чаппакуа, Нью-Йорк, и изучала международные отношения и французский язык в Университете Пенсильвании, который окончила в 1999 году.

## Личная жизнь
С 1 июня 2008 года Стейси замужем за продюсером Эриком Эйснером. У супругов есть три дочери: Элоиз Брекенридж Эйснер (род.24.11.2008), Скарлет Хэйвен Эйснер (род.08.04.2011) и Афина Белль Эйснер (род.22.09.2015).